# Distretto di Chaviña
Il distretto di Chaviña è uno dei ventuno distretti della provincia di Lucanas, in Perù. Si trova nella regione di Ayacucho e si estende su una superficie di 399,09 chilometri quadrati.

Istituito il 22 agosto 1921, ha per capitale la città di Chaviña; nel censimento del 2005 contava 2.708 abitanti.